# Magurka (Oravská Magura)
Magurka (1107 m n. m.) je hora v hlavním hřebeni Oravské Magury, přímo nad Oravskou přehradou. Podle vysílače na vrcholu lehce identifikovatelný vrch tvoří dominantu širokého okolí a poskytuje výhled na celou Horní Oravu a okolní pohoří.

## Vysílač Magurka
Na vrcholu se nachází železobetonová věž, vysoká 80 metrů. Šíření prvního programu Československé televize z Magurky začalo 29. září 1975, druhý program přibyl 19. prosince téhož roku. Rozhlasové vysílání v pásmu velmi krátkých vln mohli obyvatelé Oravy přijímat od června 1990.
Vysílač pokrývá signálem území Oravy, ale přesahy zasahují na Kysuce, Liptov a území Polska.

### Vysílače FM[1]
| frekvence [MHz] | program         | regionální verze | ERP    | polarizace   |
| --------------- | --------------- | ---------------- | ------ | ------------ |
| 88,7            | rádio Devín     |                  | 9,5 kW | horizontální |
| 91,9            | Rádio FM        |                  | 10 kW  | horizontální |
| 100,4           | rádio Regina    | střed            | 9,5 kW | horizontální |
| 102,4           | rádio Slovensko |                  | 9,5 kW | horizontální |
| 105,8           | rádio Lumen     |                  | 9,5 kW | horizontální |

### Digitální televizní vysílání
| multiplex    | kanál | ERP      | polarizace |
| ------------ | ----- | -------- | ---------- |
| 1. multiplex | 44    | 23,23 kW | vertikální |
| 2. multiplex | 46    | 34 kW    | vertikální |
| 3. multiplex | 26    | 10 kW    | vertikální |
| 4. multiplex | 29    | 30 kW    | vertikální |

## Přístup
- po červené značce z Ústia nad Priehradou nebo po hřebeni z Budína
- po modré značce z Námestova
- po žluté značce ze Slanické Osady přes Prehaliny